# Manuela Ramalho Eanes
Maria Manuela Duarte Neto Portugal Ramalho Eanes (Almada, 29 de diciembre de 1938) es una jurista y emprendedora social portuguesa que fue Primera dama de Portugal de 1976 a 1986, al ser la mujer del presidente portugués de ese periodo, António Ramalho Eanes.

## Biografía
Maria Manuela Duarte Neto Portugal nació el 29 de diciembre de 1938 en Almada, localidad portuguesa entonces parte del Estado Novo.
Realizó sus estudios obligatorios en el Liceo Dña. Felipa de Lancaster en el barrio lisboeta de Arco do Cego. Más tarde se egresó en Derecho en la Facultad de Derecho de la Universidad de Lisboa.
En 1976, cuando su marido António Ramalho Eanes llegó a la presidencia portuguesa, ejerció un papel activo de Primera dama, si bien el cargo no existía como tal en la nueva constitución portuguesa, estando presente en viajes institucionales y pronunciándose públicamente en temas hasta entonces tabú para las discretas Primeras damas portuguesas como el abuso sexual infantil o la drogodependencia.
En 1977, tras el nacimiento de su segundo hijo, se posicionó a favor de acabar con la prohibición total del aborto en Portugal. Calificó la aborción como una «humillación para la dignidad de la mujer», pero dijo que debería permitirse en determinadas emergencias médicas.
En 1983 fundó el Instituto de Apoyo a la Infancia (en portugués: Instituto de Apoio à Criança, IAC).
En 1985 participó en la campaña electoral de las elecciones parlamentarias de aquel año en favor del Partido Renovador Democrático, lo que fue afeado por los partidos Social Demócrata y Socialista.

## Distinciones

### Nacionales
- Gran Cruz de la Orden del Infante Don Enrique ( Portugal, 7 de marzo de 1997).
- Gran Cruz de la Orden de Camões ( Portugal, 20 de noviembre de 2023).

### Extranjeras
- Dama de 1.ª clase de la Orden de la Rosa ( Bulgaria, 15 de julio de 1980).
- Gran Cruz de la Orden del Mérito ( Alemania, 15 de julio de 1980).
- Gran Cruz Pro Ecclesia et Pontifice ( Ciudad del Vaticano, 15 de julio de 1980).
- Dama Gran Cruz de la Orden de Isabel la Católica ( España, 15 de julio de 1980).
- Gran Cruz de la Orden de San Olaf ( Noruega, 13 de octubre de 1980).
- Gran Cruz de la Orden de la Cruz del Sur ( Brasil, 20 de enero de 1982).
- Gran Cruz de la Orden de la Corona ( Bélgica, 17 de junio de 1982).
- 1.ª clase de la Orden de las Virtudes ( Egipto, 23 de marzo de 1984).
- Gran Cruz de la Orden de la Devoción ( República del Congo, 16 de mayo de 1984).
- Gran Cruz de la Orden de Adolfo de Nassau ( Luxemburgo, 2 de enero de 1985).